# Hugh Brogan
Denis Hugh Vercingetorix Brogan (20 mars 1936 – 26 juillet 2019), connu sous le nom de Hugh Brogan, est un historien et biographe britannique.

## Biographie
Fils de Denis Brogan et d'Olwen Phillis Francis, archéologue et spécialiste de la Libye romaine, il fait ses études à la St Faith's School Cambridge, à la Repton School et au St John's College de Cambridge, où il obtient un BA en 1959 et un MA en 1964. Dès ses années d'école, il est un correspondant fréquent de J. R. R. Tolkien concernant les œuvres de ce dernier. Les Lettres de JRR Tolkien publiées en 1981 en comprennent cinq adressées à Brogan.
Brogan fait partie du personnel de The Economist de 1960 à 1963 et est élu Harkness Fellow en 1962, puis membre du St John's College de Cambridge, de 1963 à 1974. Il fait ensuite partie du département d'histoire de l'Université de l'Essex de 1974 à 1998, d'abord en tant que chargé de cours, puis maitre de conférences, et enfin professeur d'histoire de 1992 à 1998.

## Publications
- Tocqueville (1973)
- The Times Reports The American Civil War (1975)
- The Life of Arthur Ransome (1984)
- The Longman History of the United States of America  (1985, réimprimé sous le titre The Penguin History of the United States of America, 1990)
- Mowgli's Sons: Kipling and Baden-Powell's Scouts (1987)
- Correspondance et Conversations d'Alexis de Tocqueville et Nassau William Senior, (1991, avec Anne P. Kerr)
- American Presidential Families [avec Charles Mosley] (1993)
- Kennedy (1996)
- Signalling from Mars: the letters of Arthur Ransome (1997, éd.)